# Ragù
Ragù is een condiment van gehakt, dat enkele uren op een laag vuurtje wordt gekookt, met verschillende kruiden, afhankelijk van de plaatselijke variatie, en gewoonlijk met toevoeging van tomaat. Bij uitbreiding wordt de term ten onrechte gebruikt als generiek synoniem voor tomatensaus, vooral in Zuid-Italië, waar hij wordt gemaakt met hele stukken vlees en paupiettes, in plaats van gehakt vlees.

## Etymologie
De etymologie van het woord is gebaseerd op het Franse woord ragoût, een zelfstandig naamwoord dat is afgeleid van ragoûter, wat "de eetlust opwekken" betekent, en duidde oorspronkelijk op gestoofde vleesgerechten met veel kruiden die werden gebruikt om andere gerechten te begeleiden: in Italië werd het de traditionele begeleider van pasta op feestdagen.
Tijdens de fascistische periode probeerde het regime de term, die ongeschikt werd geacht voor het fascistische vocabulaire, te "italianiseren" door hem te veranderen in ragutto. Deze poging heeft geen wortel geschoten in de cultuur en pas na de Tweede Wereldoorlog heeft de spelling ragù ingang gevonden, waarbij de Franse uitspraak van de term werd getranslitereerd in de Italiaanse fonetiek.

## Bereiding
Ragù bestaat uit ingrediënten die van streek tot streek verschillen, maar altijd tomaten, vlees (rundvlees, maar soms gemengd met varkensvlees) en de smaken van de basis soffritto van selderij, wortelen en ui bevatten. De laatste tijd zijn er ook visragouts (van zeebaars, tandbaars) of tofu, seitan, tempeh en soja (in veganistische/vegetarische menu's). Een gemeenschappelijk kenmerk van de verschillende ragouts is dat ze langzaam garen op een matig laag vuur en een dikke consistentie hebben. Typische ragù's in de Italiaanse keuken zijn Bolognese ragù en Napolitaanse ragù.

## Gebruik
Meestal worden ragù's gebruikt om pasta of gratineren op smaak te brengen, maar in Noord-Italië worden ze ook gebruikt om polenta te begeleiden.